# (35791) 1999 JK25
1999 JK25 (asteroide 35791) é um asteroide da cintura principal. Possui uma excentricidade de 0.20679810 e uma inclinação de 3.90436º.
Este asteroide foi descoberto no dia 10 de maio de 1999 por LINEAR em Socorro.